# Morten Olsen (rukometaš)
Morten Olsen (Osted, Danska, 11. listopada 1984.) je danski rukometaš.
Igrač je prvu polovinu karijere proveo u domovini da bi 2010. prešao u njemački TSV Hannover-Burgdorf za koji je igrao tri sezone. Kratko vrijeme je nastupao za katarski Al Rayyan SC da bi se 2015. vratio u Hannover-Burgdorf.
Kao mladi reprezentativac osvojio je svjetsko zlato 2005. da bi godinu potom debitirao za seniore. Od posljednjih većih reprezentativnih uspjeha izdvajaju se osvajanje olimpijskog zlata u Riju 2016 te svjetskog naslova 2019. gdje je Danska bila jedan od suorganizatora.

## Vanjske poveznice
- Profil rukometaša na Sports-reference.com  Arhivirana inačica izvorne stranice od 24. siječnja 2019. (Wayback Machine)